# Cerco de Trípoli (1551)
O cerco de Trípoli ocorreu em 1551, quando os otomanos cercaram e derrotaram os Cavaleiros de Malta na fortaleza de Trípoli, atual Líbia. Os espanhóis estabeleceram um forte em Trípoli em 1510 e Carlos V remeteu-o aos Cavaleiros em 1530. O cerco culminou com um bombardeio de seis dias e a rendição da cidade em 15 de agosto. 
O cerco de Trípoli sucedeu um ataque anterior a Malta em julho, que foi repelido, e a bem-sucedida invasão de Gozo, na qual 5 000 cativos cristãos foram levados e trazidos em galés até Trípoli. 

## O cerco

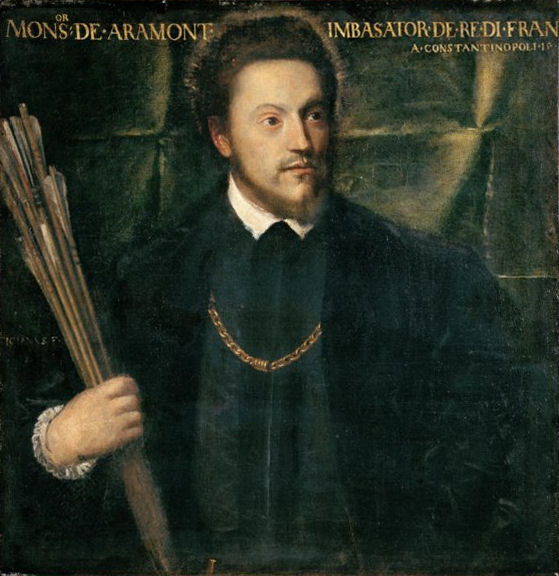
Embaixador da França Gabriel de Luetz d'Aramont, na Sublime Porta, esteve presente no cerco

A cidade estava sob o comando do padre Gaspard de Vallier, com 30 cavaleiros e 630 mercenários da Calábria e da Sicília. Os otomanos tinham uma base desde 1531 na cidade de Tajura, 20 quilômetros ao leste, onde Khayr al-Din tinha se estabelecido. Os otomanos cercaram o forte e estabeleceram 3 baterias de 12 canhões cada.
O embaixador francês no Império Otomano, Gabriel d'Aramon , juntou-se à frota otomana em Trípoli, com duas galés e uma galiote. A missão declarada do embaixador era dissuadir os otomanos de capturar a cidade, a pedido do Grão-Mestre de Malta, uma vez que Malta não fora identificado como um inimigo na aliança franco-otomana contra os Habsburgos. De acordo com relatos posteriores, quando os almirantes otomanos Sinane Paxá (Sinanudim Iúçufe Paxá) e Dragute Arrais se recusaram a levantar o cerco, sob a alegação de que eles estavam sob a ordem de erradicar os Cavaleiros de Malta do continente Africano, d'Aramon ameaçou navegar para Constantinopla para apelar para o sultão Solimão, mas ele foi impedido de deixar a cidade até o fim do cerco.
Logo os soldados no forte se amotinaram, e a negociação para rendição começou. A cidade foi capturada em 15 de agosto de 1551 por Sinane Paxá após seis dias de bombardeio. Os cavaleiros, muitos deles franceses, foram devolvidos a Malta após a intervenção do embaixador francês, e embarcados a bordo de suas galés, enquanto os mercenários foram escravizados (alguns autores dizem que 200 homens foram libertados). Murade Aga, o comandante otomano de Tajura desde 1536, foi nomeado como o paxalique da cidade.
Nicolas de Villegagnon, futuro explorador do Brasil, esteve presente no cerco, e escreveu um relato sobre isso em 1553.

## Consequências

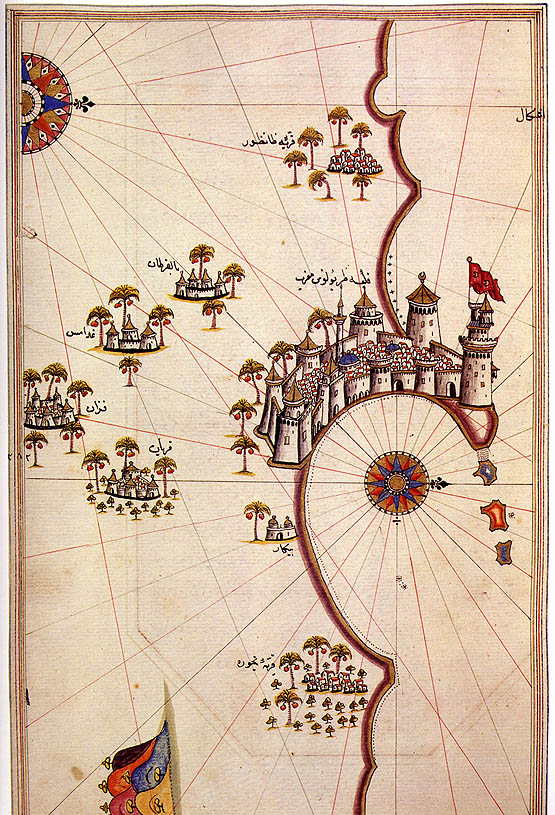
Mapa histórico de Trípoli por Piri Reis

De Malta, d'Aramon escreveu uma carta sobre sua intervenção a Henrique II. O papel de d'Aramon foi amplamente criticado por Carlos V e Júlio III pela suspeita de que ele tivesse encorajado os otomanos a tomar a cidade. Parecia que d'Aramon havia participado do banquete de vitória dos otomanos, levantando novas suspeitas sobre seu papel no cerco, o que levou Carlos V a alegar que a França tivera participação no ato. De qualquer modo, d'Aramon tinha uma relação especial com os otomanos, e estava claramente ciente de que a queda de Trípoli representou um grande revés para Carlos V.

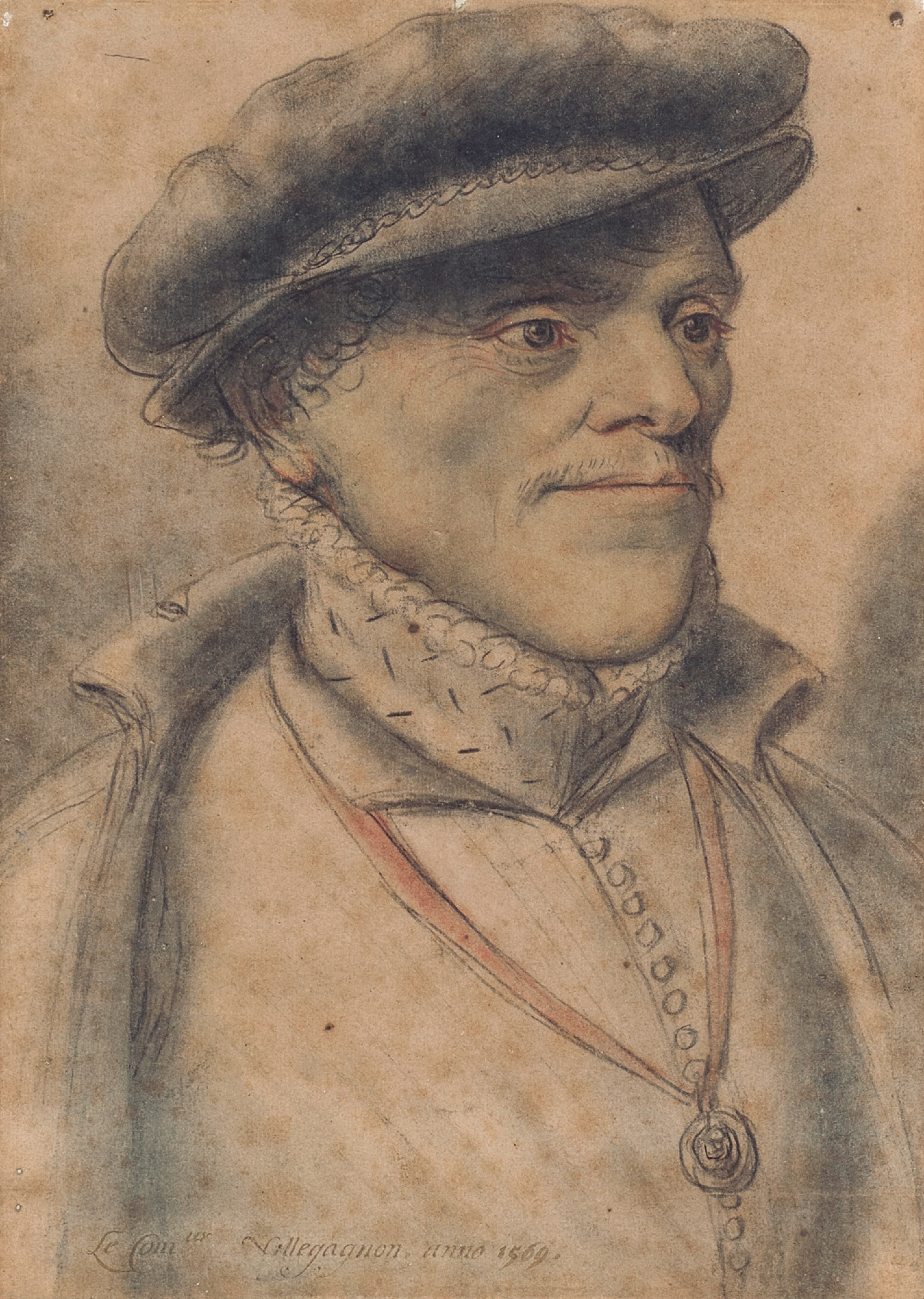
Nicolas de Villegagnon estava no cerco de Trípoli como um cavaleiro de Malta

Após seu retorno a Malta, Gaspard de Vallier foi duramente criticado pelo Grão-Mestre Juan de Homedes y Coscon, que desejava atribuir-lhe toda a culpa pela derrota. Ele foi levado perante um tribunal e foi despojado de sua posição além de perder a Cruz da Ordem. Foi defendido firmemente por Nicolas de Villegagnon, que expôs a duplicidade de Homedes.
O cerco foi o primeiro passo da Guerra Italiana de 1551-1559 no teatro europeu, e no Mediterrâneo as galés francesas de Marselha receberam ordens de se juntar à frota otomana.
Em 1553, Dragute Arrais foi nomeado comandante de Trípoli por Solimão, tornando a cidade um alvo de ataques piratas no Mediterrâneo e também capital da província otomana de Tripolitânia. Em um famoso ataque de Trípoli, em 1558, Dragute Arrais atacou Régio e levou todos os seus habitantes como escravos para Trípoli.
Em 1560, uma poderosa força naval foi enviada para recapturar Trípoli, mas essa força foi derrotada na Batalha de Djerba.